# Шапиро, Джошуа
Джо́шуа Дэ́вид (Джош) Шапи́ро (англ. Joshua David Shapiro; род. 20 июня 1973, Канзас-Сити, Миссури) — американский юрист и политический деятель, генеральный прокурор штата Пенсильвания с 2017 года по 2023 год, с 17 января 2023 года губернатор Пенсильвании.
Шапиро вырос в округе Монтгомерир штата Пенсильвания, изучал политологию в Университете Рочестера и получил степень юриста в Джорджтаунском университете. Был избран в Палату представителей Пенсильвании в 2004 году, победив бывшего конгрессмена-республиканца Йона Фокса. Он представлял 153-й округ с 2005 по 2012 год.
Шапиро был избран в Совет комиссионеров округа Монтгомери в 2011 году, когда впервые республиканцы потеряли контроль над округом Монтгомери. Работая в совете с 2011 по 2017 год, он занимал должность председателя, а в 2015 году губернатор Том Вульф также назначил его председателем Комиссии Пенсильвании по преступности и правонарушениям.
Шапиро баллотировался на пост генерального прокурора Пенсильвании в 2016 году, победив республиканца Джона Рафферти-младшего, и был переизбран в 2020 году. Будучи генеральным прокурором, он обнародовал выводы доклада Большого жюри по всему штату, который выявил факты жестокого обращения с детьми со стороны священников и сокрытие этих фактов со стороны церковных лидеров. Он также помог договориться о выделении Пенсильвании 1 миллиарда долларов в рамках национального соглашения об опиоидах.
В 2021 году он выдвинул свою кандидатуру на пост губернатора Пенсильвании на губернаторских выборах 2022 года. На праймериз Демократической партии баллотировался без оппозиции, на всеобщих выборах победил кандидата от республиканцев Дага Мастриано с отрывом в 14,4 процентных пункта.

## Ранняя жизнь и образование
Шапиро родился 20 июня 1973 года в Канзас-Сити, штат Миссури, в семье отца, служащего на флоте, и вырос в Дрешере, городке в округе Монтгомери, штат Пенсильвания. В юном возрасте Шапиро начал всемирную программу написания писем от имени русских еврейских отказников, известную как «Дети для Эйви». Он посещал среднюю школу в Еврейской академии Эйкиба, ныне известной как Еврейская академия Джека Барака. Шапиро играл в баскетбол в средней школе и был одним из капитанов команды в выпускном классе.
Он учился в Университете Рочестера, где специализировался на политологии и стал первым первокурсником, победившим на выборах президента студенческого совета Университета Рочестера в 1992 году. Он окончил Университет с отличием в 1995 году. В 2002 году, будучи студентом вечернего отделения Школы права Джорджтаунского университета получил степень доктора права.

## Начало карьеры

### Капитолийский холм
После окончания Рочестерского университета Шапиро переехал в Вашингтон. Сначала он был помощником сенатора Карла Левина по законодательным вопросам, затем старшим советником конгрессмена Питера Дьютча, а затем старшим советником сенатора Роберта Торричелли. Работая на Торричелли, Шапиро планировал зарубежные поездки на Ближний Восток и в Азию, включая поездку в Северную Корею.
С 1999 по 2003 год он работал начальником штаба конгрессмена Джо Хиффела, в ведение которого входило представительство округа Монтгомери.

### Палата представителей Пенсильвании
В 2004 году Шапиро баллотировался в Палату представителей Пенсильвании по 153-му округу. Он противостоял кандидату от республиканцев, бывшему конгрессмену Йону Фоксу. Шапиро отставал в голосовании в начале гонки, но постучал в 10 000 дверей и провёл кампанию, направленную на увеличение финансирования образования и улучшение доступа к здравоохранению. Он был избран с отрывом в десять очков от Фокса. Был переизбран в 2006, 2008 и 2010 годах.
Будучи членом Палаты представителей Пенсильвании, он завоевал репутацию сторонника консенсуса, который был готов работать через проход на двухпартийной основе. После выборов 2006 года демократы получили одно место в Палате представителей штата Пенсильвания, но партия не смогла объединиться вокруг кандидата на пост спикера Палаты представителей. Шапиро помог заключить сделку, в результате которой умеренный республиканец Деннис О’Брайен был избран спикером Палаты представителей. Впоследствии О’Брайен назначил Шапиро заместителем спикера палаты представителей.
Будучи представителем штата, Шапиро был одним из первых публичных сторонников тогдашнего сенатора Барака Обамы на выборах президента в 2008 году. Это контрастировало с большей частью политического истеблишмента Пенсильвании, который поддерживал Хиллари Клинтон на праймериз Демократической партии.
С 2006 по 2017 год Шапиро также практиковал корпоративное право в фирме «Стрэдли, Ронон, Стивенс и Янг» в Филадельфии.

### Комиссионер округа Монтгомери
В 2011 году Шапиро победил на выборах в Совет комиссионеров округа Монтгомери. На этих выборах Республиканская партия впервые в истории потеряла контроль над Советом. Шапиро стал председателем Совета комиссионеров, первоначально работая вместе с демократом Лесли Ричардсом и республиканцем Брюсом Кастором.
Обязанности Шапиро были сосредоточены на социальных услугах и управлении. Кастор, единственный республиканский член правления во время пребывания Шапиро в должности, высоко оценил работу Шапиро, назвав его «лучшим окружным комиссионером», которого он когда-либо знал и «очень хорошим в достижении консенсуса». В 2016 году Шапиро проголосовал за повышение налогов на 11 %, что было средним увеличением налогов на недвижимость на 66 долларов. Во время его пребывания в должности Совет комиссионеров внедрил бюджетирование с нулевой базой и перевёл пенсионные инвестиции округа из хедж-фондов в индексные фонды. Демократы сохранили большинство в Совете комиссионеров на выборах 2015 года, поскольку и Шапиро, и его напарница — Вэл Аркуш, победили на выборах.
В апреле 2015 года губернатор Том Вулф назначил Шапиро председателем Комиссии Пенсильвании по преступности и правонарушениям.

## Генеральный прокурор Пенсильвании
Шапиро выдвинул свою кандидатуру на пост генерального прокурора Пенсильвании в январе 2016 года. Хотя он работал в филадельфийской фирме Stradley Ronon и возглавлял Комиссию Пенсильвании по преступности и правонарушениям, он никогда не был прокурором. Шапиро провёл кампанию, пообещав восстановить доверие к должности после отставки Кэтлин Кейн, а также пообещал бороться с эпидемией опиоидов и насилием с применением огнестрельного оружия. Его предвыборную кампанию поддержали президент Барак Обама, кандидат в президенты Хиллари Клинтон, а также бизнесмен и бывший мэр Нью-Йорка Майкл Блумберг, который был одним из крупнейших спонсоров кампании Шапиро. Он выиграл праймериз Демократической партии на пост генерального прокурора штата в апреле 2016 года, победив Стивена Заппалу и Джона Морганелли с 47 % голосов. В ноябре 2016 года Шапиро с трудом победил кандидата от республиканцев, сенатора штата Джона Рафферти-младшего, набрав 51,3 % голосов.
Шапиро был переизбран в 2020 году, победив кандидата от республиканцев Хизер Хайдельбо с 50,9 % голосов. Он получил 3 461 472 голоса, что является наибольшим показателем среди всех кандидатов в истории Пенсильвании, и опередил Джо Байдена на параллельных президентских выборах.

### Срок полномочий
В 2017 году Шапиро объявил об облаве на «Героиновую банду на миллион долларов» в рамках операции «Перехитрённый» в округе Льюзерн. Все оперативные обвинения были сняты после доказательств того, что Шапиро неправильно обработал запечатывание прослушиваемых записей.

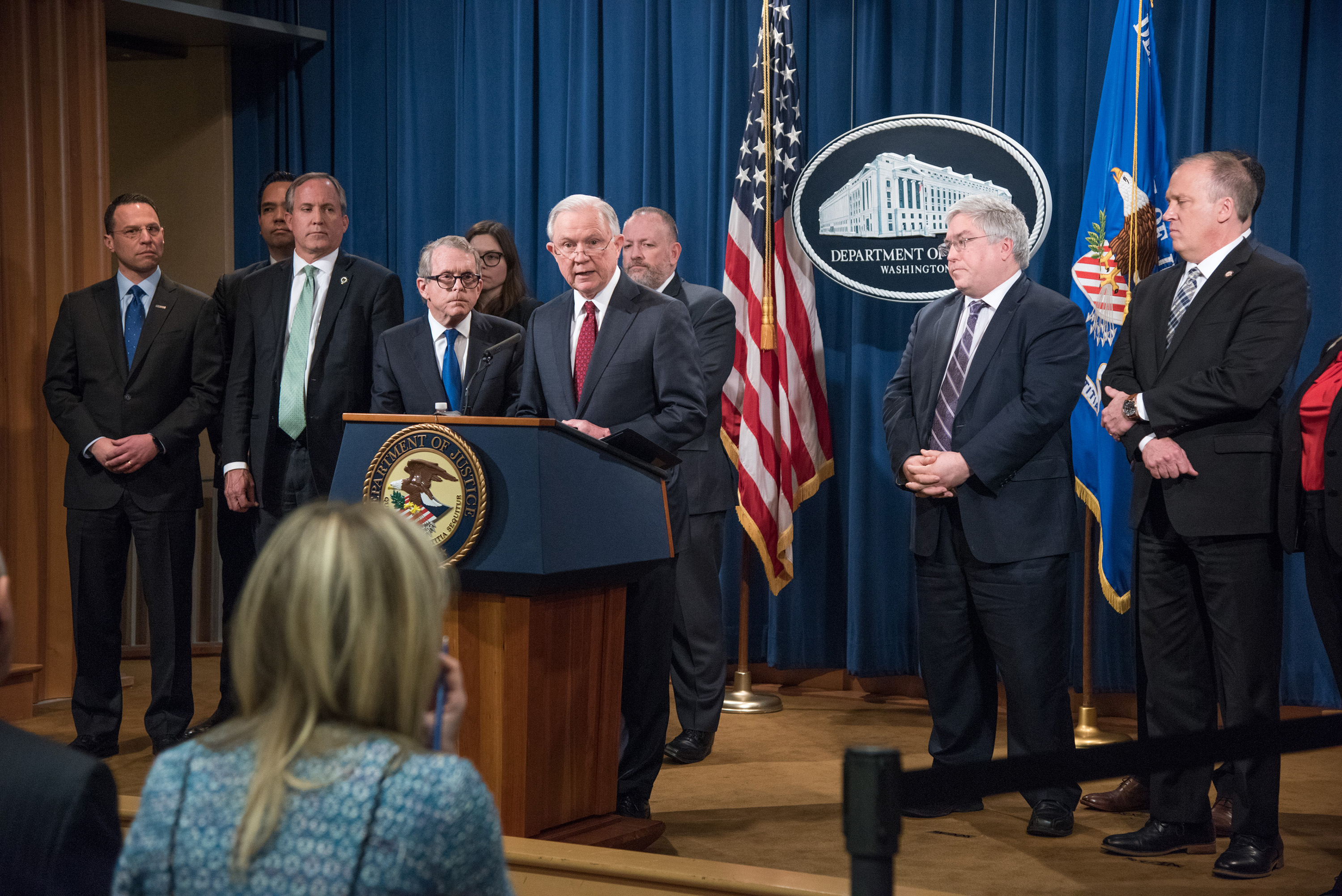
Шапиро среди генеральных прокуроров Арканзаса, Юты, Огайо, Западной Виргинии, Техаса и Висконсина. 2018 год.

Шапиро присоединился к нескольким другим генеральным прокурорам штата, выступившим против запрета на поездки президента Дональда Трампа, а также подал в суд на Трампа и римско-католическую организацию «Маленькие сёстры бедных», чтобы заблокировать внедрение правила, которое облегчило бы работодателям отказ в медицинском страховании контрацептивов. Он также присоединился к судебному иску против ITT — Технологического института, некоммерческого учебного заведения, в результате которого было взыскано 168 миллионов долларов (из которых около 5 миллионов долларов достались студентам Пенсильвании). В 2018 году он достиг соглашения с федеральными чиновниками о предотвращении распространения чертежей огнестрельного оружия, напечатанных на 3D-принтере. В 2019 году он выступил в поддержку легализации марихуаны для рекреационного использования взрослыми, присоединившись к губернатору Тому Вулфу и другим ведущим демократам Пенсильвании.
Перед вступлением Шапиро в должность в 2016 году Генеральная прокуратура Пенсильвании начала расследование обвинений в сексуальном насилии, совершённых членами католической церкви. Шапиро решил продолжить расследование и в августе 2018 года опубликовал результаты обширного отчёта Большого жюри. В докладе утверждалось о сексуальном насилии над более чем 1000 детьми со стороны более 300 священников. Это вызвало аналогичные расследования в других штатах в отношении католической церкви, такие как расследование, начатое тогдашним генеральным прокурором штата Миссури Джошем Хоули.
В январе 2018 года прокурор округа Сентер Бернард Канторна передал Шапиро дело о смерти Тимоти Пьяццы, студента Университета Пенсильвании, подвергшегося издевательствам. Канторна ранее служил адвокатом по уголовным делам одного из обвиняемых. Несколько обвиняемых признали себя виновными.
В августе 2018 года окружной прокурор Филадельфии Ларри Крэснер передал Шапиро дело о смертельном ранении Джеффри Денниса сотрудником полиции Филадельфии, поскольку Крэснер ранее служил адвокатом Денниса по уголовным делам. Деннис был в своей машине, когда его «загнали в угол» сотрудники под прикрытием на автомобилях без опознавательных знаков. Три офицера были ранены после того, как Деннис попытался ускользнуть от них. В декабре Шапиро объявил, что против офицеров не будет выдвинуто никаких обвинений, заявив, что «нарушения полицейской процедуры не всегда доходят до уровня уголовных обвинений». Впоследствии семья Денниса подала в суд на офицера полиции и город Филадельфию за этот инцидент.
В 2019 году Шапиро направил усилия по обеспечению того, чтобы страховщики медицинской компании Highmark могли проходить лечение в Медицинском центре Университета Питтсбурга. Соглашение позволило 1,9 миллионам получателей страховых взносов продолжать использовать своих врачей в качестве штатных поставщиков услуг, а не быть вынужденными менять либо медицинских, либо страховых поставщиков.
Шапиро был одним из 20 выборщиков, выбранных Демократической партией Пенсильвании для голосования в коллегии выборщиков за Джо Байдена и его напарницу Камалу Харрис на президентских выборах в США 2020 года.
В 2021 году Шапиро объявил о заключении соглашения об опиоидах с Johnson & Johnson и тремя другими американскими фармацевтическими дистрибьюторами, в результате которого Пенсильвания получила 1 миллиард долларов. Соглашение разрешило тысячи судебных исков против компаний за их роль в разжигании эпидемии опиоидов.
Будучи генеральным прокурором, Шапиро обвинил членов своей собственной партии в коррупции. В декабре 2019 года он обвинил члена Палаты Представителей Пенсильвании Мовиту Джонсон-Харрелл в лжесвидетельстве и краже средств из своей некоммерческой благотворительной организации на такие вещи, как отпуск и одежда. В июле 2021 года Шапиро обвинил другого члена Палаты Представителей Пенсильвании Марго Дэвидсон в краже путём обмана, подстрекательстве к задержанию и нарушениях Избирательного кодекса после кражи путём подачи мошеннических запросов о суточных на ночь и различных других расходах через контролёра Палаты представителей штата Пенсильвания, а также препятствование государственному обвинению.
В августе 2021 года Шапиро урегулировал крупнейшее уголовное дело о преобладающей заработной плате в истории США. Согласно иску, Glenn O. Hawbaker Inc. выплатила почти 21 миллион долларов 1267 работникам Пенсильвании.

## Губернаторская кампания 2022 года
Долгое время ожидалось, что Шапиро будет баллотироваться на пост губернатора Пенсильвании, и 13 октября 2021 года он выдвинул свою кандидатуру на выборах 2022 года. В январе 2022 года из отчётов избирательной кампании Шапиро стало известно, что её затраты составили 13,4 миллиона долларов, что стало рекордной суммой для кандидата в год выборов. Шапиро кандидатом на праймериз Демократической партии прошёл на безальтернативной основе из-за желания большинства включиться в гонку за Сенат и 17 мая 2022 года выдвинул свою кандидатуру. На всеобщих выборах он противостоял кандидату от республиканцев Дагу Мастриано.
В ходе кампании Шапиро называл себя прогрессивным демократом и говорил, что выступает за защиту избирательных прав, права на аборты и повышение минимальной заработной платы до 15 долларов в час. Его кампания подверглась критике со стороны некоторых прогрессистов из-за его поддержки смертной казни за «тяжкие преступления», его публичной вражды с окружным прокурором Филадельфии Ларри Крэснером и за его компромисс с полицейскими профсоюзами для принятия законопроектов о реформе полиции. Позже Шапиро изменил свою позицию, заявив теперь, что он выступает против смертной казни и подпишет законопроект о её отмене.
В преддверии первичных выборов кампания Шапиро выпустила по всему штату телевизионную рекламу, в которой победа Мастриано называлась «победой того, за что выступает Дональд Трамп», ссылаясь на позицию Мастриано в отношении запрета абортов и его усилий по проверке президентских выборов 2020 года. Объявление было воспринято как «одобрение» кандидата от республиканцев, с которым Шапиро хотел бы участвовать на всеобщих выборах, а Мастриано рассматривался как слишком экстремальный кандидат для колеблющихся избирателей. Мастриано победил на праймериз республиканцев, а его ближайший оппонент, бывший конгрессмен Лу Барлетта сказал позже, что реклама Шапиро, вероятно, тому помогла. Влияние рекламы Шапиро на праймериз оспаривается, поскольку Мастриано уже лидировал.

### Платформа
Шапиро заявил, что на посту губернатора он будет снимать запреты на аборты в Пенсильвании и наложит вето на любой принятый легислатурой штата законопроект, запрещающий аборты. В ответ Мастриано сказал, что поддержит запрет абортов в Пенсильвании без каких-либо исключений, в том числе в случаях изнасилования или угрозы жизни матери. Шапиро также поддержал отмену смертной казни в Пенсильвании, изменив свою предыдущую позицию.
Шапиро поддерживает снижение почти 10%-ной ставки корпоративного налога в Пенсильвании до 4 % к 2025 году. Он предложил нанять 2000 дополнительных полицейских по всей Пенсильвании, заявив, что «чем больше полицейских мы наймём, тем больше у них будет возможностей выйти из своих патрульных машин, пройтись по участку, выучить имена детей в сообществах». Шапиро выступает за помилование лиц, осуждённых за хранение небольшого количества марихуаны.
Что касается усилий по смягчению последствий COVID-19, Шапиро порвал с некоторыми членами Демократической партии и выступает против масок и мандатов на вакцины. Шапиро также скептически относится к присоединению Пенсильвании к Региональной инициативе по парниковым газам — рыночной программе по сокращению некоторых выбросов парниковых газов. Он предложил расширить портфель экологически чистой энергии Пенсильвании для коммунальных компаний, расширить инфраструктуру электромобилей и инвестировать в исследования и разработки в области экологически чистой энергии. Шапиро поддерживает законопроект о стипендиях Lifeline, который создает сберегательные счета на образование для детей из социально незащищённых школ, которые могут быть потрачены на утверждённые расходы, включая репетиторство, учебные материалы и обучение в частной школе.
Шапиро предложил план, который позволит возместить налог на бензин в размере 250 долларов США с каждого личного легкового автомобиля до четырёх автомобилей на семью. Он предложил финансировать это предложение за счёт средств Американского плана спасения. По вопросу о профессиональном обучении Шапиро предложил увеличить профессиональную и техническую подготовку в средних школах, утроить государственное финансирование программ ученичества и профсоюзных навыков, а также создать в Пенсильвании управление по развитию трудовых ресурсов. Он также поддержал отмену требований к получению четырёхлетнего уровня для работы в правительстве штата. Шапиро является сторонником профсоюзов и пообещал наложить вето на любое законодательство по поводу «права на труд».

### Одобрение и поддержка
Шапиро был поддержан действующим губернатором Томом Вульфом, несмотря на расхождение по плану по борьбе с изменением климата. Он также получил поддержку от бывшего губернатора Эда Ренделла, сенатора штата Энтони Уильямса, бывшего председателя Демократической партии Пенсильвании Марселя Грина и Фонда действий по планированию семьи. Кроме того, он был одобрен Пенсильванским Советом Международного союза работниковов сферы обслуживания, четырьмя местными профсоюзами Международного союза работниковов сферы обслуживания. В январе 2022 года Демократический комитет Пенсильвании единогласно поддержал его кандидатуру. Комитет также одобрил кандидатуру его предпочтительного напарника, члена Палаты Представителей Пенсильвании Остина Дэвиса. Другая профсоюзная поддержка состояла из Профсоюза плотников Филадельфии и работников листового металла, работников Западной Пенсильвании (из Комитета политических действий) и Местный профсоюз электриков № 5 в Питтсбурге.
Восемь бывших республиканских чиновников, в том числе бывший судья Верховного суда Пенсильвании Сандра Шульц-Ньюман и бывший конгрессмен Чарли Дент, а также действующий республиканский председатель Совета комиссионеров округа Лоуренс Морган Бойд, поддержали Шапиро, при этом некоторые назвали Мастриано «крайним» и «вызывающим разногласия». Ещё семь бывших республиканских чиновников, включая бывшего министра внутренней безопасности США Майкла Чертоффа, поддержали Шапиро в августе 2022 года по той же причине. По его словам, Шапиро «выступает за нашу Конституцию и верховенство закона, в отличие от своего оппонента, который поддерживает фальшивые заявления о фальсификации выборов и экстремистские политические взгляды, которые подорвали бы нашу демократию».

### Результаты
Шапиро победил Мастриано на губернаторских выборах 2022 года с отрывов в 14 % голосов.
8 ноября 2022 года Шапиро победил Мастриано, набрав 56,2 % голосов против 42,0 % голосов у Мастриано. Шапиро победил в семнадцати округах: Аллегейни, Бивере, Берксе, Баксе, Сентере, Честере, Камберленде, Дофине, Делавэре, Эри, Лакавонне, Лихае, Льюзерне, Монро, Монтгомери, Нортгемптоне, Филадельфии.

## Губернатор Пенсильвании
Шапиро стал третьим еврейским губернатором в истории Пенсильвании после Мильтона Шеппа (1971—1979), к тому же бывший урождённым Шапиро, и Эда Ренделла (2003—2011). 17 января 2023 года он официально сменил Тома Вульфа на посту губернатора Пенсильвании.

### Срок полномочий
После обрушения межрегиональной автомагистрали 95 11 июня 2023 года Шапиро издал декларацию о «чрезвычайной ситуации», по которой немедленно было выделено 7 миллионов долларов на восстановительные работы. Прокламация также разрешила Агентству по чрезвычайным ситуациям Пенсильвании, Департаменту транспорта Пенсильвании и полиции штата Пенсильвания использовать имеющиеся ресурсы для реагирования на обрушение. Под руководством губернатора разрушенная часть автомагистрали была восстановлена менее чем за две недели. Его широко хвалили за его реакцию на кризис. Президент Джо Байден заявил, что Шапиро проделал «чертовски хорошую работу», отреагировав на обрушение. Лидер меньшинства в городском совете Филадельфии Брайан О’Нил, в частности, сказал: «большего от губернатора и желать нельзя». Опрос, проведённый Университетом Квиннипиэка, показал, что 74 % из всех респондентов штата одобрили то, как Шапиро справился с кризисом.

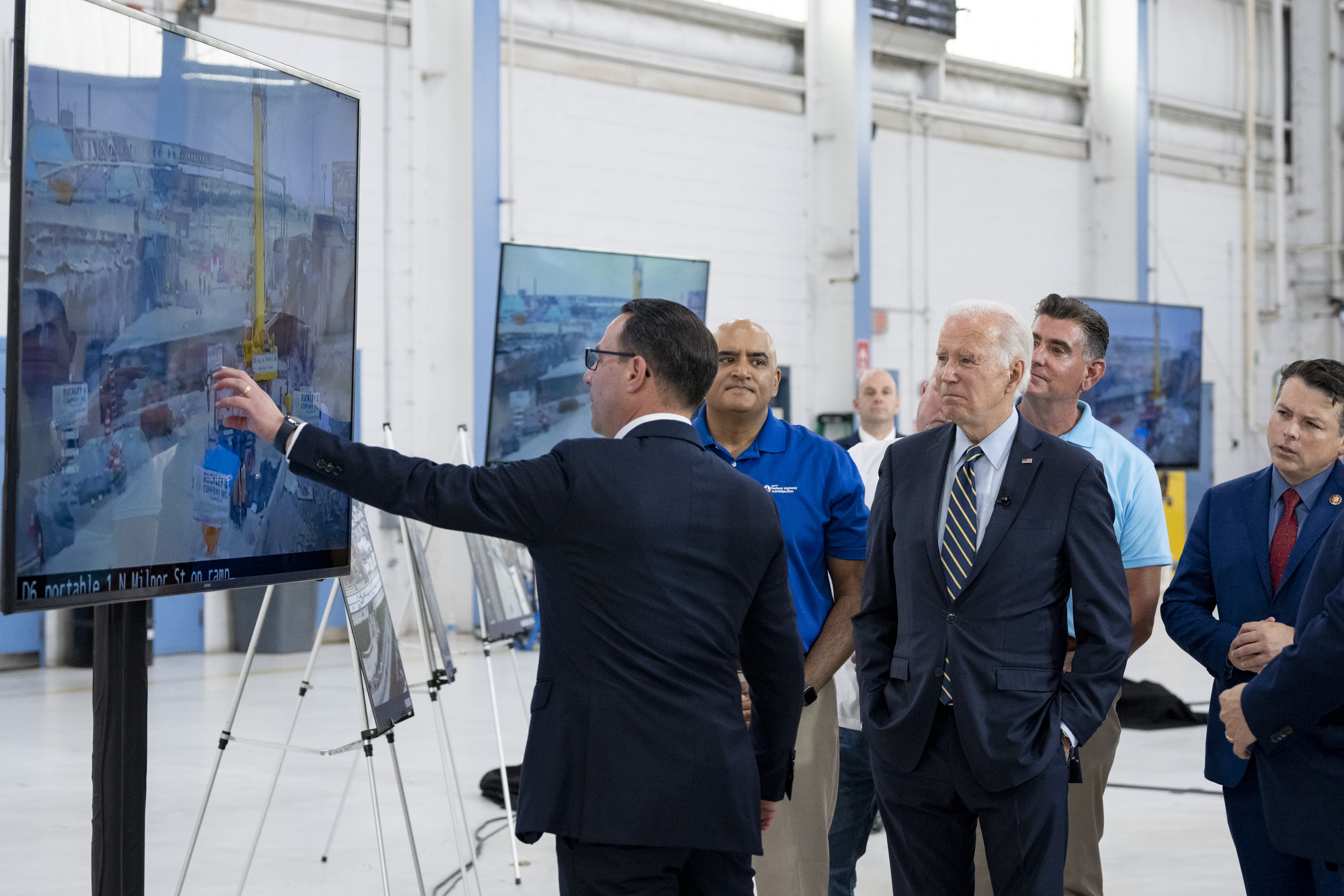
Шапиро разъясняет детали обрушения автомагистрали 95 президенту Джо Байдену. Июнь 2023 года.

Летом 2023 года, во время составления бюджета штата, Шапиро поддержал продвигаемое республиканцами предложение о выборе школы, согласно которому семьям будет выделено 100 миллионов долларов на обучение в частных школах вместо того, чтобы отправлять их детей в государственные. Позже он отказался от своей поддержки, чтобы избежать длительной задержки бюджета после того, как демократы в Палате представителей штата отказались поддержать его.
В августе 2023 года администрация Шапиро объявила о расторжении почти 30-летнего контракта Пенсильвании с Real Alternatives, некоммерческой организацией по борьбе с абортами, которая финансирует консультационные центры по борьбе с абортами и родильные дома. По заявлению Шапиро, расторжение контракта связано с желанием штата к улучшению безопасности доступа к абортам в пределах своей территории.
19 сентября 2023 года Шапиро объявил, что Пенсильвания введёт в действие автоматическую регистрацию избирателей, вступающую в силу немедленно. Процесс будет включать регистрацию избирателей, когда лица, имеющие право голоса, получат свои водительские права с возможностью отказаться.
В конце сентября 2023 года давний помощник Шапиро, а затем секретарь по законодательным вопросам, Майк Вереб подал в отставку после того, как его обвинили в сексуальных высказываниях в адрес сотрудницы. Администрация Шапиро столкнулась с критикой после того, как выяснилось, что Вереб оставался на своём посту спустя месяцы после предъявления обвинений. Шапиро защитил действия своей администрации, заявив, что ведётся расследование обвинений против Вереба. Он добавил: «Очевидно, что эти расследования — и опять же, я говорю в целом, и я думаю, что действительно важно, чтобы вы это понимали, — такие вещи не происходят в одночасье. Это могут быть длительные процессы. Но это важно, и я знаю это по своему опыту работы генеральным прокурором, защищающим интересы жертв, действительно важно убедиться, что все были услышаны и что процесс был тщательным и завершённым». Недели спустя, Spotlight PA показала, что за три недели до отставки Вереба администрация Шапиро достигла соглашения с обвинителями Вереба, которое включало пункт, запрещающий всем вовлечённым сторонам публично обсуждать его детали.
В декабре 2023 года Шапиро подписал двухпартийный законопроект об ограничении видов деятельности, которые считаются нарушениями условно-досрочного освобождения. На церемонии подписания законопроекта Шапиро стоял рядом с рэпером Миком Миллом, который был отправлен в тюрьму за езду на грязном велосипеде.
После пропалестинской акции протеста, в ходе которой ресторан в Филадельфии, принадлежащий евреям, обвинили в поддержке «геноцида», Шапиро посетил ресторан в знак поддержки «вопиющего акта антисемитизма». Он также раскритиковал президента Пенсильванского университета Лиз Мэджилл за «провал руководства» после уклонения от вопроса о том, нарушают ли политику Пенсильвании призывы к геноциду евреев.
В 2024 году выдвижение Шапиро на пост пост вице-президента предполагаемого кандидата в президенты Камалы Харрис встретило критику арабо-мусульманских кругов США; прежние произраильские высказывания Шапиро сделали его врагом демократов — прогрессивистов. Исполнительный директор «Прогрессивных демократов Америки» Алан Мински настаивал на том, что комментарии Шапиро против пропалестинских протестов должны лишить его возможности рассматриваться в качестве кандидата на пост вице-президента. Шапиро заявил, что его взгляды изменились, что он что он давно поддерживал решение о двух государствах. Тем не менее, Харрис предпочла ему другого кандидата, Тима Уолза, поддерживаемого прогрессивистами; ряд представителей демократической партии связали этот выбор с еврейским происхождением Шапиро.

## Личная жизнь
Шапиро познакомился со своей женой Лори в девятом классе, когда они оба посещали Еврейскую академию Эйкиба, ныне Еврейскую академию Джека Барака. Они встречались в средней школе и возобновили отношения после колледжа, когда оба жили в Вашингтоне. Шапиро сделал ей предложение в Иерусалиме в 1997 году. Он женился на ней 25 мая того же года.
У Шапиро и его жены четверо детей, они проживают в Абингтоне. Шапиро — консервативный еврей, соблюдающий религиозные традиции, в том числе кашрут.